# Vakoveverka létavá
Vakoveverka létavá (Petaurus breviceps) je drobný vačnatec dlouhý něco přes třicet centimetrů, z toho téměř dvě třetiny délky připadají na ocas. Plachtící blána je natažená mezi posledním prstem přední končetiny po první prst končetiny zadní. Je aktivní hlavně přes noc, ve dne spí. Živí se především hmyzem, ovocem či nektarem.

## Popis
Vakoveverka létavá (Petaurus breviceps) je malý stromový vačnatec obývající rozlehlá lesní teritoria tropické Austrálie. Vyskytuje se v sedmi poddruzích. Vyznačuje se nočním způsobem života a tvorbou sociálních skupin tvořených až osmi jedinci. Skupina se obvykle skládá z rodičovského páru a jejich potomků. Dominantní samec značkuje výměšky pachových žláz členy skupiny a teritorium. Při výrazném chladu a nedostatku potravy mohou upadnout do krátkého hlubokého spánku (torporu). (1)

## Výskyt
Obývá tropické lesy a sclerophyllní lesy (1) severovýchodního pobřeží tropické Austrálie, Tasmánie, Papuy Nové Guiney a několika dalších ostrovů, Bismarckovo souostroví, Louisiady, některé ostrovy Indonésie a ostrovy Halmahera Severních Moluk. Vakoveverka byla vysazena v Tasmánii roku 1835.

## Morfologie
Samci dosahují hmotnosti 100–160 g, samice pak 80–135 g (1)(3). Tělesná délka je v průměru 16–21 cm a dalších 16,5–21 cm připadá na ocas.(1) Ocas je chápavý a vakoveverky jej někdy používají k přenášení materiálu na stavbu hnízda. Prsty pánevní končetiny jsou částečně syndaktylní, to znamená, že 2. a 3. prst jsou částečně srostlé. (2) V přírodě se dožívají 4–9 let, v zajetí pak kolem 15 let (2).Srdce je až o 30% větší než u srovnatelně velkých placentálních savců, zato má o trochu nižší frekvenci (200–300 úderů za minutu) (3). Teplota v kloace je 34–35 °C a v konečníku okolo 37 °C. Dechová frekvence je 16–40 nádechů za minutu (3).
Dutina ústní obsahuje brachyodontní chrup se zubním vzorcem 3134/1044 (3). Dolní řezáky jsou upravené na rozrušování kůry stromů (ale na rozdíl od hlodavců nedorůstají)(3). Rozšířené slepé střevo umožňuje vakoveverkám trávit mikrobiální fermentací komplexní polysacharidy obsažené v míze akácií (1)(3). Tlusté střevo ústí do společného vývodu vylučovací, rozmnožovací a trávicí soustavy – kloaky.
Kůže tvoří u obou pohlaví létací blánu (patagium), sahající od pátého prstu ruky po kotník. U samic se vytváří vak. Velké pachové žlázy se nacházejí v oblasti kloaky (parakloakálně) u obou pohlaví. Samci mají navíc androgen-sensitivní čelní žlázu a krční (gulární) žlázu(1). Malé žlázy se nacházejí v koutku úst, na končetinách, v uších a ve vaku samic.(3)
Samci mají dlouhý vidlicovitě rozdělený penis ústící v kloace za stopkatým šourkem. Močí ovšem z báze penisu a ne z vidlicovitých konců, které slouží k rozmnožování. Z pohlavních žláz mají disseminovanou prostatu a Cowperovy žlázy. (3) Samice mají pohlavní aparát charakteristický pro vačnatce – dvě dělohy ústící ve dvě postranní pochvy na konci spojené, ale rozdělené přepážkou. Mají vak, který obsahuje 4 bradavky. Kůra nadledvin samic v laktaci až dvakrát zvětší svůj objem (nadledviny zde produkují hormony podobné testosteronu).(3) Mláďata se rodí prostředním poševním kanálem. Jsou málo vyvinutá a přelézají do matčina vaku, kde se přisávají na bradavku a jsou chráněna před prostředím (při narození nejsou schopna termoregulace, protože nemají dostatečně vyvinutou štítnou žlázu).(3)
Stavba patagia (létací blány): Plachtící membrána tvoří kožní řasa obsahující sval humerodorsalis a svaly tibioabdominalního komplexu, které umožňují ovládání membrány a dráhy letu.(4)

## Způsob života

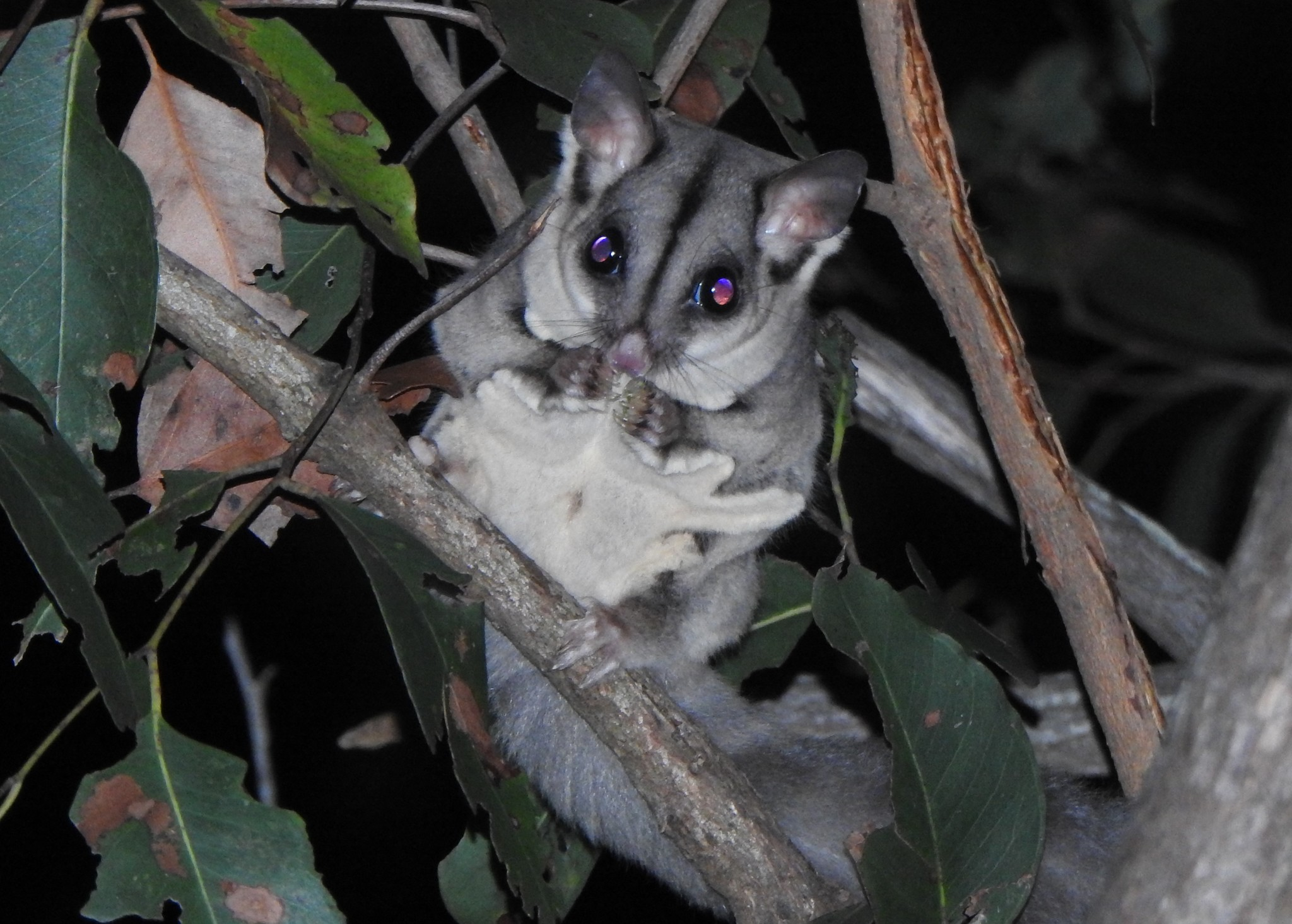
Vakoveverka létavá

Jako většina malých vačnatců mají i vakoveverky soumrační a hlavně noční aktivitu. Den tráví spánkem v dutinách blahovičníků (eukalyptů), které si vystýlají eukalyptovými listy. Nejoblíbenější hnízdní dutiny vakoveverky mahagonové (P.gracilis) jsou ve stromech Eucalyptus platyphylla, Eucalyptus tereticornis a Corymbia clarksoniana. Vakoveverka létavá (P.breviceps) preferuje dutiny Eucalyptus grandis s kmenem širším než 40 cm, dále druhy eukalyptů ze skupiny „ironbark“, jejichž specifickým rysem je hluboké zvrásnění kůry. Stromy s hladkou kůrou využívají méně, preferují spíše staré stromy s širokým obvodem kmene. (5)
Jsou obratní skokani a díky velkým kožním blánám mezi hrudními a pánevními končetinami dovedou plachtit až na vzdálenost 60 m. Vakoveverka létavá na rozdíl od větších příbuzných preferuje uzavřené koruny před otevřenými patry, většinu času tráví v dolním patře obsahujícím akácie.
V přírodě putují na velké vzdálenosti, protože se živí mízou různých druhů eukalyptů v závislosti na ročním období a lokalitě. Oblast obývaná vakoveverkou mahagonovou (P. gracilis) činí 20 ha (pár obývá území o rozloze 23 ha). Průměrná vzdálenost, kterou urazí vakoveverka za noc, je 1,5 km (v rozmezí 0,6 – 3 km za noc), přičemž tato vzdálenost se výrazně mění v závislosti na ročním období – delší je v pozdním suchém období a v období dešťů a kratší na počátku suchého období. Vakoveverky putují na větší vzdálenost v období, kdy je více nektaru a pylu. Malé druhy vačnatců často urazí za potravou vzdálenost 5 km za noc a jejich teritorium dosahuje několika stovek hektarů.
Vakoveverka Petaurus australis žije jen v lese se vzrostlými dospělými eukalypty v oblastech s vysokým stupněm srážek s teplotami blížícími se spíše subtropickému podnebí.V tropickém severním Queensland žijí ve vyšších nadmořských výškách s nižšími teplotami. Eukalypty kvetoucí v zimě (Eucalyptus maculata) mohou být důvodem preference jižního Queenslandu. Husté populace pozorované v New South Wales mohou korelovat s neustálým zdrojem nektaru, díky větší druhové pestrosti eukalyptů. Tento druh dává přednost Eucalyptus resinifera. Preferuje mokré sklerofylní lesy před deštným pralesem. (6)
V orientaci v lese jim napomáhají velké oči a velké pohyblivé uši. Přirozenými predátory jsou: sova, megaderma, quoll, kusu, plazi; nepůvodními predátory jsou kočka, liška a člověk.

## Plachtění
Vakoveverka létavá preferuje střední patro vegetace, kde plachtí na krátkou vzdálenost. Průměrná délka letu je okolo 20 m. Nejdelší lety mohou dosáhnout až 60 m. Schopnost řídit let jim umožňuje provádět obraty a vyhýbat se stromům. Kompletní otočka (ve tvaru „U“), kdy vakoveverka přistane na stejném stromě, byla několikrát pozorována. Vakoveverky navíc vytvořily ve vaku vertikální přepážku, která dělí vak na poloviny, čímž se mláďata rozdělí, takže přistání na ně nepůsobí tak negativně. Schopnost plachtění se vyskytuje u nektarivorních vačnatců, protože potřebují v lese putovat na delší vzdálenosti než býložravé druhy.
Patagium samotné má kromě létání řadu funkcí – v pasti lapená Petaurus gracilis (vakoveverka mahagonová) byla pozorována, jak si při dešti přetahuje patagium přes hlavu jako deštník. Dále bylo pozorováno, že používají patagium jako přikrývku, do které se zabalí, aby zabránily tepelným ztrátám.

## Rozmnožování
Samice jsou sezónně polyestrické. Rozmnožování se v Austrálii odehrává od června do listopadu. Mláďata se rodí na jaře, kdy je dostatek hmyzu. Skupina je polygamní s jedním dominantním samcem (skupina v hnízdě obsahuje až 7 samců a samic s jejich mláďaty.(1)(3) Samice produkuje v přírodě až 2 vrhy za rok. Březost trvá 16 dní a obvykle se rodí dvojčata. Mláďata po narození putují do vaku za pomoci matky. K náročnému zdolání vzdálenosti mezi kloakou a vakem jim pomáhá vyvinutá hrudní končetina obsahující metacoracoid, ze kterého se později stane coracoid na lopatce. Po přisátí bradavka oteče a zajistí tak těsné spojení s mládětem. Mláďata se bradavky pouští po 40 dnech a po 70 dnech poprvé vylézají z vaku (do hnízda), matka mláďata odstavuje po 120 dnech. Ve 200 dnech (7 měsících) se stávají samostatná a po roce opouští skupinu. Pohlavní dospělosti samec dosahuje po 12 měsících věku, samice již po 8 měsících. Samice krátce po porodu přichází do říje a může být znovu oplozena. Během vývoje mláďat ve vaku je samice schopná fetální diapausy – tzn. že vývoj nových mláďat v děloze umí pozdržet, dokud mláďata ve vaku nejsou dostatečně odrostlá. Samice je schopná produkovat různými bradavkami různé mléko a tak kojit mláďata různého věku. Mláďata přijímají imunoglobuliny v mléce až do odstavu. (3)

## Komunikace
Vakoveverky jsou pověstné svým rozvinutým sociálním chováním. Komunikaci mezi jedinci lze rozdělit na zrakovou, pachovou a zvukovou. Zvukové projevy – vakoveverky mají širokou škálu zvukových signálů, která je srovnatelná s opicemi. Je známo přes 10 specifických singálů s jasnou funkcí ve frekvenci slyšitelné lidským uchem, je však možné, že používají i ultrazvuk. Mezi používané zvuky patří cvakání zuby, syčení, poplašné štěkání, volání opuštěných mláďat, hlasité zvuky při boji, lovu a agresivním chování, uklidňující zvuky, které vydávají při čištění v hnízdě a při krmení. Překvapivě hlasité hluboké zvuky s odstrašující funkcí vydávají pouze ve stromových hnízdních dutinách (úkrytech), které jejich hlasitost ještě zvýší.
Dorozumívání pachovými signály se jeví jako stejně důležité. Obě pohlaví mají pachové žlázy, kterými se potírají. Své teritorium i samice si značí močí.
Optické signály tvoří nápadné esovité kroucení ocasem při zpozorování nové podnětu a potenciálního nebezpečí na zemi. Nebezpečí přicházející z korun stromů obvykle značí štěkavým voláním a přitisknutím k podkladu.
V hnízdních dutinách lze pozorovat vzájemné probírání srsti – tzv. „grooming“.

## Potrava
Vakoveverky jsou všežravé a složení jejich potravy se významně mění v závislosti na dostupnosti jednotlivých zdrojů. Ve vlhkém období (podzim a zima) se živí především mízou (kaučukem) eukalyptů a akácií a květním nektarem z rostlin: Eukalyptus, Banksia, Acacia, Solanum aviculare, pylem, medovicí a hmyzem uvězněným v míze. Po zbytek roku se živí především členovci a příležitostně malými obratlovci. (1)(2)
K získávání mízy stromů mají speciálně upravené dolní řezáky, kterými rozrušují kůru a pletiva stromů. Hmyz lapený do vytékající mízy akácií je konzumován s mízou.(2)
Oblíbený strom je Corymbia terminalia (Eucalyptus terminalis) – jeho červená krystalizovaná silice přitahuje termity a mravence. Dalším oblíbeným stromem je Eucalyptus viminalis produkující „mannu“ – žlutou mízu s deposity bílého cukru, kterou strom produkuje v místech zranění hmyzem, vačnatci nebo ptáky. (1)(2)
Pro vytahování hmyzu z děr mají speciálně upravený 4. prst ruky. Zvětšené slepé střevo jim pomáhá v mikrobiálním trávení komplexních polysacharidů z mízy akácií. (1)
Příležitostně se živí malými obratlovci, jako jsou nocující pěvci, ptáčata a ptačí vejce.

## Chov
Vakoveverky jsou nejčastěji chovanými vačnatci v zájmových chovech. Jsou náročné na čas a podmínky chovu, typická „time consuming animals“.
Vakoveverky jsou velice společenská zvířata a nesmí se chovat jednotlivě, protože vyžadují každodenní několikahodinový sociální kontakt, který jim žádný chovatel není schopen nahradit (ve státech s pokročilou úrovní welfare je samostatný chov zákonem zakázán). Jedinci držení samostatně jsou klinicky deprimovaní a brzy se u nich rozvíjí syndrom sebezraňování (automutilace). (1) (2)(3) Nejvhodnější skupina je dospělý pár s mláďaty. (3)
Jedinci bez dostatku pohybu a socializace mohou být agresivní. Samci bez adekvátní stimulace v socializačním období se mohou stát agresivní vůči člověku (kastrace může odstranit agresivitu, ale nezabrání značkování). Jsou agresivnější během období rozmnožování a mohou bránit hnízdo. Během procesu ochočování (socializace) by měl s nimi chovatel strávit minimálně 2h denně.(1)

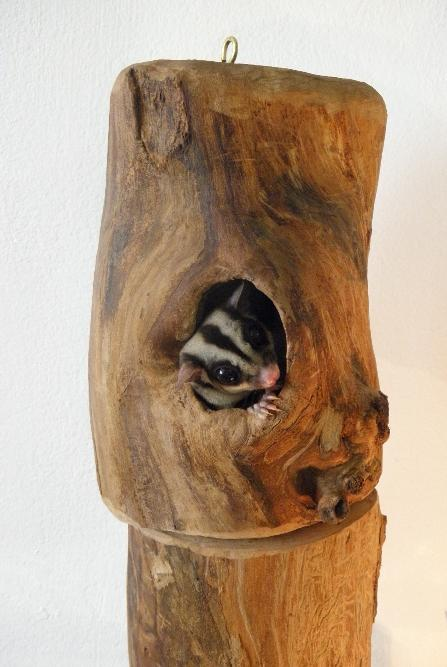
Vakoveverka v umělé stromové dutině.
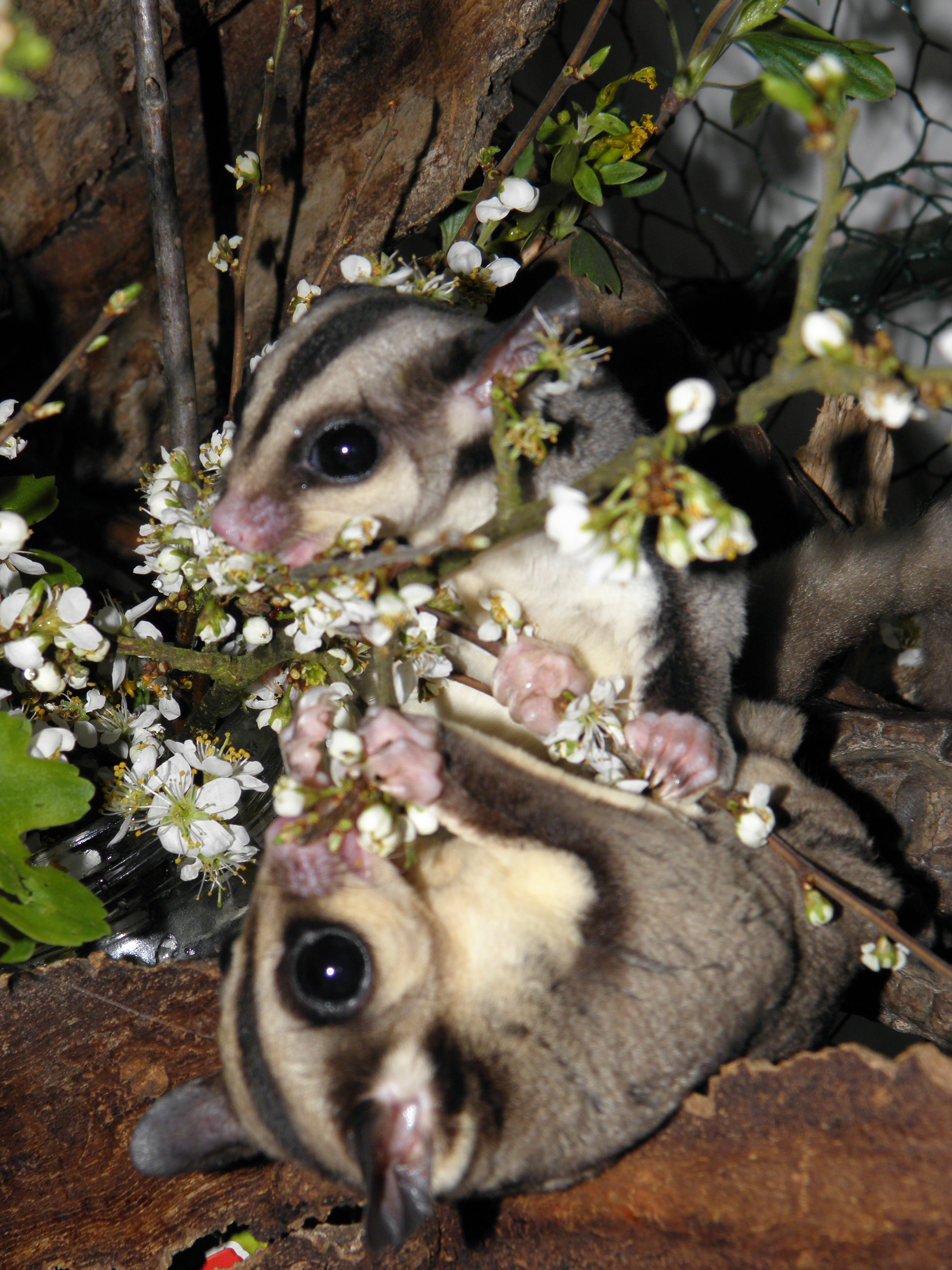
Vakoveverky se živí květy trnky obecné.
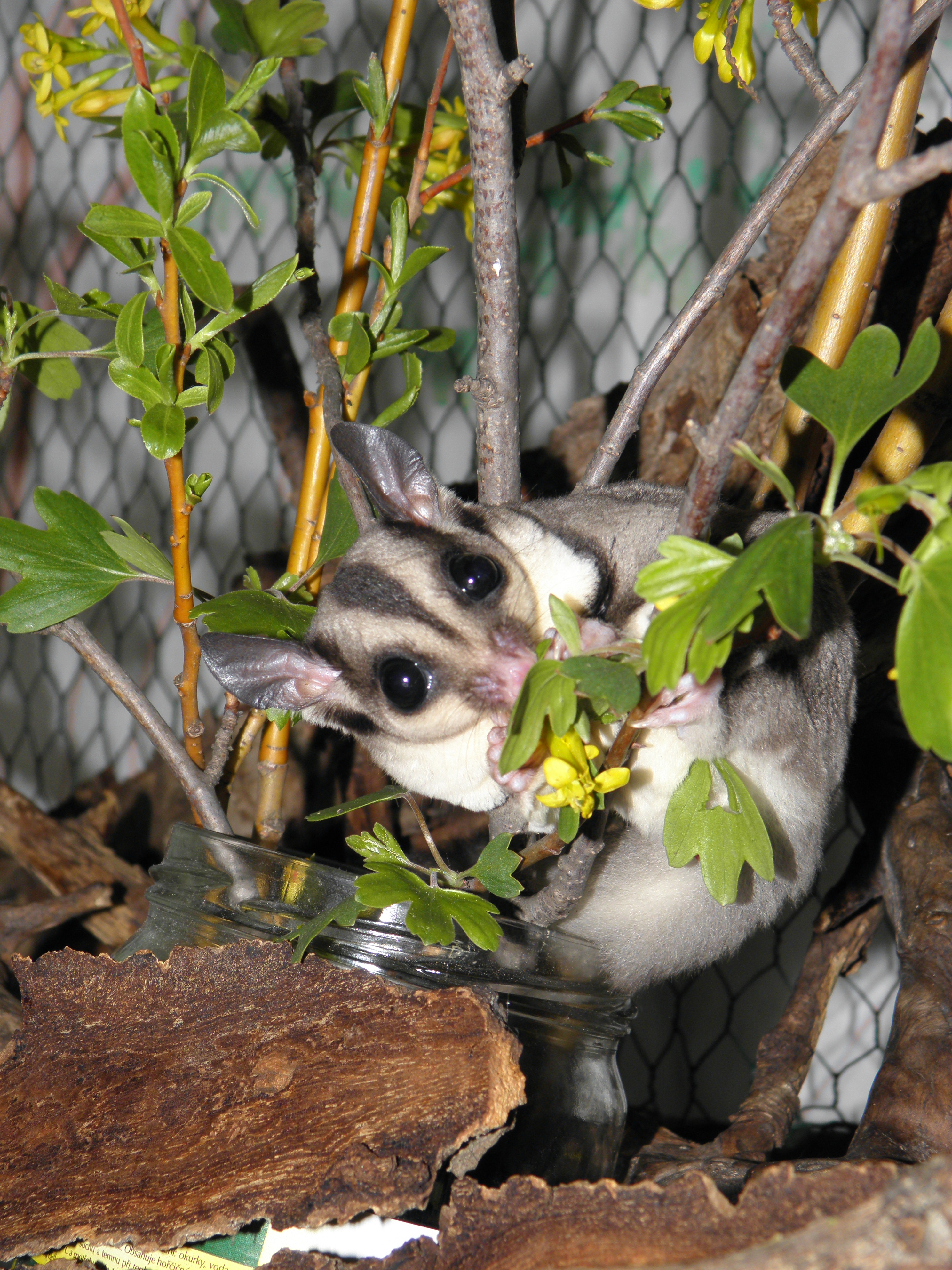
Vakoveverka s květy.

## Ubikace a její vybavení
Vakoveverky potřebují rozlehlý prostor pro svoji aktivitu. Nejvhodnější je místnost s vertikálně postavenými kmínky listnatých stromů.(1)(2)(3) Minimální rozměry voliéry pro dospělý pár jsou: základna 2×2 m, výška 1,8 m, mezera mezi dráty 1 cm².(2)(3) Na dno lze umístit např. papír, neprášivé hobliny, listí, mulčovací kůru. Nevhodné jsou voliéry s OSB deskami a zcela nevhodná jsou skleněná terária. Jako nejvhodnější jsou pro chov celé místnosti s vertikálními kmínky, které se alespoň částečně přibližují jejich přirozenému prostředí.
Vlhkost prostředí 60–80%.(3) Ideální teplota je 24 °C (v rozmezí 22–27 °C). Vytápění je obvykle nezbytné, protože pokojové teplota je na dolní hranici metabolické tolerance a komfortní zóny.(3) Teplota by neměla klesat pod 20 °C stupňů. Nízké teploty znamenají vysoké nároky na energii, vakoveverky pak šetří energii upadnutím do krátkého zimního spánku – stuporu, který není považován za příznivý a proto by se ho měl každý chovatel vyvarovat. Voliéra nesmí stát v průvanu.
Voliéru je třeba vybavit kmínky listnatých stromů a hnízdní dutinou. Velikost a počet hnízdních dutin je závislý na velikosti skupiny.(2) Dutina musí být otvíratelná a může být vystlána nejlépe eukalyptovým listím nebo listím nejedovatých stromů. Méně vhodné jsou hobliny, papír, kokosovými vlákna, seno a kůra. Vakoveverky si obvykle nanosí nejvhodnější hnízdní materiál samy, stačí jim poskytnout dostatečný výběr. Nevhodná je látka a hlavně vlna. Výměna obsahu dutiny by se měla opakovat každé 2 týdny.(1)
Stejně důležitý jako rozměry voliéry je dostatek nových podnětů. Celoročně jim lze denně nebo obden podávat čerstvé větve (které sbíráme z výšky, abychom si nezavlekli domů klíšťata), sezonně pak květy stromů a nejedovatých druhů keřů a bylin, např. kvetoucí ovocné stromy, bezové květy a bezinky, borůvčí, makovice, sedmikrásky, smetánky. Další nezbytnou součástí ubikace je běhací kolečko speciální pro vakoveverky (kde nehrozí poranění ocásku a končetin). Do voliéry nepatří textilie a především vlna (ani do hnízdní dutiny). Zamotání (neupravenými drápky) do textilií vede k zaškrcení končetin, které nezřídka končí amputací zamotaného prstu nebo celé končetiny.

## Krmení v zajetí
Výživa vakoveverek by se měla z 50% skládat z mízy a nektaru (nejvhodnější náhrada je Leadbeater's diet) a z 50% z členovců. Následující složky by měly představovat méně než 10% diety: ovoce, zelenina, ořechy, semena slunečnice a dýně, ovocné šťávy a přesnídávky. Podáváme je pouze jako odměnu a ve velice omezeném množství. Dieta postavená na ovoci a zelenině je škodlivá, protože obsahuje nevhodné bílkoviny a má nedostatek vápníku nebo jeho nevhodný poměr. Časté krmení ovocem vede k osteoporóze a periodontálním onemocněním a patří tak mezi nejčastější příčinu onemocnění u vakoveverek. Ačkoliv vakoveverky rády přijímají ovoce, semena a ořechy, nejsou tyto přirozenou složkou jejich potravy (1)(2)(3).
Krmení připravujeme večer a podáváme ho vakoveverkám čerstvé. Již za 6 hodin se v nektaru pomnoží okem neviditelné bakterie do té míry, že je nepoživatelný (a vakoveverky ho odmítají). Malé množství minerálního a vitaminozního přípravku se podává denně. (3) Velice důležité je zajištění neustálého přístupu k čisté vodě, kterou lze podávat v napáječkách. Samice s mláďaty vyžaduje v krmení vyšší množství hmyzu a vyšší obsah vápníku. Krmení hmyzem ve voliéře, kde se jedinec nemůže s ukořistěným členovcem schovat před ostatními vede k bojům. Boje zvyšují napětí ve skupině a hmyz se dostává pouze nejvýše postaveným jedincům. Abychom předešli bojům o členovce je vhodné individuální krmení nebo používání krmítek. Pěstování eukalyptu doma nebo ve voliéře je vhodným doplňkem stravy vakoveverek, semínka se dají snadno koupit na internetu a jsou levná.
Australané si dávají na verandu světelné pasti lákající hmyz a vyrábí nektarová krmítka obsahující Leadbeater's Mix jako lákadlo pro vakoveverky. (2)
Doporučená dieta dle Dr. Cathy Johnson-Delaneyové:(1)(2)
50% Leadbeater's mix + 50% insektivorní dieta + odměny a zpestření diety
- Příprava Leadbeater's diet (umělý nektar vytvořený původně pro vačnatce Gymnobelideus leadbeateri).

150 ml vody, 150 ml medu, 1 oloupané natvrdo uvařené vejce, 1 lžíce 25% high protein baby cereal, l čajová lžička vitamínů a minerálů (lze zakoupit vápníkové tablety bez fosforu v lékárně nebo použít směsi pro ptáky). Směs se promíchá mixérem a podává v dávce 1 polévková lžíce na vakoveverku a den. Zbytek směsi lze zamrazit.
- Insektivorní dieta by se měla ideálně skládat ze 75% z cvrčků, sarančat, můr, zaviječů a brouků, z 25% z moučných červů a kukel much. Denní dávka hmyzu je 12 moučných červů nebo 4 housenky zaviječe (2). Jako část insektivorní diety lze podat granule pro koťata. Pre-loud hmyz získáme zakoupením běžného hmyzu v obchodu s krmivy (cvrčci, sarančata, mouční červy, zavíječi) a krmením hmyzu po dobu jednoho týdne zeleninou bohatou na vitamíny a vápník. Hmyz lze před podáváním posypat vápníkovým a vitaminózním přípravkem. Preferujeme tvrdý dospělý hmyz před měkkými larvami, kvůli prevenci periodontálních onemocnění.

Jako odměny lze použít ovoce (ne více než 1 lžičku), pyl, pre-loud hmyz nebo hmyz oprášený ve vitaminozním a minerální přípravku. Listová zelenina je vhodným zdrojem vlákniny. (1)
Vhodným doplňkem jsou kvetoucí eukalyptové větve. Arabskou gumu smíchanou s přidaným vápníkem a s nektarem lze roztírat po větvích nebo plnit do krmítek a děr ve větvích. Takové krmení napodobuje přirozené krmení, lze do něho přidat kousky hmyzu. Žádná z komerčních diet pro vakoveverky se nezdá dlouhodobě vhodná, ale studie na toto téma stále probíhají. (1) Komerční nektar pro lorie nebyl prokázán jako vhodný (2).
pozn.: Původní Leadbeater's Mix již nejde vyrobit, protože jeho složka Baby protein cereal se již nevyrábí, můžete se pokusit ji nahradit rozmixováním rozmočených ovesných vloček (jsou zdrojem škrobu, vlákniny a malého množství proteinů).
Kritéria, která byste měli zvážit, než se rozhodnete pořídit si vakoveverky domů:
•	Negativa: náročné krmení, zápach, hluk v noci, dlouhověkost – úvazek na 15 let, každodenní péče (podobné nároky jako chov primátů), možná agresivita dominantního samce (lze snížit včasnou kastrací), pokud vakoveverky v mládí neprojdou socializací mohou se stát agresivními /kousavými, nevhodné k malým dětem a domácím zvířatům
•	Pozitiva: milý a zajímavý savec, se kterým se lze mazlit, velice aktivní, na pozorovaní velice rozvinuté a zajímavé sociální chování
Péče o zdraví:
Úprava drápků, správná výživa, klid, preventivní kontroly u zvěrolékaře specializovaného na drobné savce.
Většina onemocnění (99%) je způsobená nevhodnou výživou a špatnými podmínkami chovu.

## Chov v zoo
Vakoveverka létavá byla v září 2020 chována přibližně v sedmi desítkách evropských zoo. Mezi nimi byly také čtyři tradiční zoologické zahrady v Česku:
- Zoo Brno
- Zoo Jihlava
- Zoo Plzeň
- Zoo Praha

### Chov v Zoo Praha
První vakoveverky byly do Zoo Praha získány v roce 1999. Soustavný chov běží od roku 2002, kdy byl založen v souvislosti s budováním pavilonu Indonéská džungle.
Na konci roku 2019 bylo chováno šest jedinců.